# NCP Álvaro Obregón
NCP Álvaro Obregón är en ort i Mexiko.   Den ligger i kommunen Sanctórum de Lázaro Cárdenas och delstaten Tlaxcala, i den sydöstra delen av landet, 70 km öster om huvudstaden Mexico City. NCP Álvaro Obregón ligger 2 540 meter över havet och antalet invånare är 518.
Terrängen runt NCP Álvaro Obregón är huvudsakligen platt, men söderut är den kuperad. Terrängen runt NCP Álvaro Obregón sluttar norrut. Runt NCP Álvaro Obregón är det ganska tätbefolkat, med 65 invånare per kvadratkilometer. Närmaste större samhälle är Calpulalpan, 14,6 km väster om NCP Álvaro Obregón. Trakten runt NCP Álvaro Obregón består till största delen av jordbruksmark.